# Reattivi di organo-rame
I reattivi di organo-rame o composti organo-rame sono composti organometallici che contengono un legame diretto tra un atomo di carbonio e uno di rame. Sono usati principalmente in reazioni di sintesi organica. Sono composti molto reattivi e in genere non sono disponibili in commercio, ma vengono preparati direttamente in situ e usati immediatamente per la reazione desiderata.

## Storia
Il primo reattivo di organo-rame, l'esplosivo acetiluro di rame(I) Cu2C2 (Cu-C≡C-Cu), fu sintetizzato da Rudolf Christian Böttger nel 1859, facendo passare acetilene gassoso attraverso una soluzione di cloruro di rame(I):
C2H2 + 2CuCl → Cu2C2 + 2HCl
Le ricerche sistematiche iniziarono nel 1936, quando Henry Gilman studiò la reazione di composti monoalchilici di rame con idrocarburi alogenati. Nel 1941 Morris Kharasch scoprì che la reazione di reattivi di Grignard con 2-cicloesenone in presenza di rame(I) dava luogo ad un'addizione 1,4 anziché 1,2. Nel 1952 Gilman sintetizzò (CH3)2CuLi, il primo cuprato organico. Nel 1960 si ottennero complessi di rame(I) con alcheni e CO.

## Classificazione
Il rame forma molti composti con sostituenti organici prevalentemente idrocarburici (qui designati genericamente con R). Si possono distinguere varie classi di composti, a seconda della composizione stechiometrica e della presenza di altri metalli oltre al rame. I composti di organo-rame più complessi, contenenti più di un residuo organico R, sono denominati cuprati organici in base alla presenza di anioni R2Cu−.
Le più importanti classi di composti sono:
- Cuprati di Gilman (da Henry Gilman) con formula generale R2CuLi
- Cuprati di Normant (da Jean Normant) con formula generale R2CuMgX
- Cuprati di Knochel (da Paul Knochel) con formula generale RCu(CN) ZnX
- Composti monosostituiti di rame con formula generale RCu
- Ciano-cuprati con formula generale R2CuLi · LiCN

Oltre ai cuprati "normali", noti anche come cuprati di ordine inferiore, esistono anche quelli di ordine superiore con formula generale MenCumRn+m (Me=Metallo).

Esempi delle principali classi di composti organo-rame, con il gruppo butile come residuo organico

## Proprietà
Si conoscono finora solo composti di organo-rame dove lo stato di ossidazione del rame è +1; lo stato di ossidazione +3 può essere presente in intermedi di reazione. Composti organici di rame(II) si decompongono immediatamente con rottura del legame rame-carbonio. Il legame rame-ossigeno è molto più forte di quello rame-carbonio, e di conseguenza la maggior parte dei composti organici di rame sono molto sensibili all'ossigeno e all'acqua. Le reazioni dei composti di organo-rame devono pertanto essere condotte in solventi organici inerti (come etere dietilico o 1,4-diossano) e in atmosfera inerte (ad esempio sotto argon).

### Composti monosostituiti di rame
Questi composti hanno formula generale RCu. R è un radicale organico, che può essere un gruppo alchilico, aromatico, alchenilico o alchinilico. Sono possibili anche radicali di maggiore dimensione e complessità. Non possono però essere presenti gruppi con funzionalità nucleofile come esteri e alcoli, in quanto questi reagiscono sia con i composti organo-rame e sia con i reagenti necessari a prepararli (ad es. i reattivi di Grignard).
Composti organo-rame sono nucleofili al pari di altri composti organometallici, e quindi reagiscono trasferendo il loro radicale organico al sito elettrofilo di altre molecole; in tal modo ha la formazione di un legame singolo carbonio-carbonio.
I composti monosostituiti di rame sono spesso esplosivi e si decompongono facilmente. Sono quindi difficili da maneggiare e sono usati raramente o solo in quantità catalitica. Ciò vale in particolare nei composti il cui radicale organico è piccolo. Ad esempio il metilrame (CH3Cu) si decompone già a partire da –15 °C, mentre il fenilrame (C6H5Cu) è ancora stabile a 100 °C in atmosfera inerte.
La struttura di molti composti organo-rame è quella di un tetramero composto da quattro unità RCu, con il rame a ponte tra due gruppi R. Ciò si traduce in una struttura quadrata, dove i gruppi organici sono in corrispondenza degli angoli, e il rame è al centro dei lati, coordinato linearmente a due gruppi organici. Sono possibili altre strutture, anche polimeriche come il metilrame che forma lunghe catene Cu-Me-Cu.

### Cuprati
I cuprati hanno proprietà significativamente diverse dai composti monosostituiti di rame; sono infatti notevolmente più stabili e più nucleofili. Per questo motivo sono molto più comuni e vengono utilizzati nelle reazioni anche in quantità stechiometrica. I vari tipi di cuprati hanno proprietà e reattività piuttosto simili, e possono quindi essere utilizzati indifferentemente nella maggioranza dei casi. Un'eccezione sono i cuprati di Knochel, che sono notevolmente meno reattivi rispetto agli altri, e quindi prima della reazione devono essere attivati con l'aggiunta di acidi di Lewis come il trifluoruro di boro. Ciò consente di effettuare reazioni con molecole che non sono normalmente accessibili, come quelle contenenti gruppi funzionali come gli esteri.
In soluzione la struttura dei cuprati Gilman dipende dal solvente, con presenza di un equilibrio tra il monomero R2CuLi e il dimero corrispondente.

## Sintesi
I reattivi di organo-rame sono preparati per transmetallazione, cioè scambiando i metalli tra un alogenuro di rame, di solito ioduro di rame(I) o bromuro di rame(I), e un altro composto organometallico. L'atomo di rame può essere fornito anche da uno pseudoalogenuro come il cianuro di rame(I). Nei due esempi successivi l'alogenuro di rame è fatto reagire con butillitio (BuLi) o con un reattivo di Grignard (BuMgBr):
CuI + 2BuLi → Bu2CuLi + LiI
CuBr + 2BuMgBr → Bu2CuMgBr + MgBr2
A seconda del tipo di composto organo-rame voluto sono necessari precursori differenti. Per ottenere i cuprati di Gilman si utilizzano reattivi di organo-litio come il butillitio o il metillitio. Per i cuprati di Normant si usano reattivi di Grignard, e per i cuprati di Knochel si usano composti organo-zinco. Bisogna inoltre fare attenzione alla corretta stechiometria: con un rapporto 1:1 si ottengono i composti monosostituiti di rame, con un rapporto 1:2 (come nelle reazioni sopra riportate) si ottengono i sali cuprati, e con eccessi più elevati di composto organometallico si ottengono i cuprati di ordine superiore.
Si possono utilizzare anche due composti organometallici con radicali organici differenti. Di solito uno dei due radicali organici è una specie inerte come il tiofene (Thio nelle reazioni successive). Poiché nella reazione di un cuprato reagisce sempre solo un radicale organico, si ha il vantaggio che si risparmiano reagenti che altrimenti sarebbero andati persi nella reazione. Ciò è particolarmente importante in molecole complesse e quindi difficili da produrre.
CuI + BuLi → BuCu + LiI
BuCu + Thio-Li → (Bu Thio CuLi)

## Reattività
I cuprati sono utilizzati in alcune reazioni di chimica organica, dove possono essere impiegati sia come catalizzatori che come reattivi stechiometrici. In genere i cuprati non vengono aggiunti come tali all'ambiente di reazione, ma vengono preparati in situ facendo reagire alogenuri di rame e composti organometallici. Le reazioni più importanti in cui vengono utilizzati i cuprati sono addizioni 1,4 a chetoni, acidi carbossilici o esteri α-β-insaturi, sostituzioni nucleofile e reazioni di accoppiamento.

### Addizione 1,4
L'addizione 1,4 (detta anche reazione di Michael) a chetoni, acidi carbossilici o esteri α-β-insaturi è la reazione principale dei composti organo-rame. I chetoni α-β-insaturi sono composti che hanno un doppio legame connesso all'atomo di carbonio vicino al gruppo carbonilico. Il conteggio è fatto assegnando il numero 1 all'atomo di ossigeno del carbonile e numerando poi di seguito gli atomi di carbonio (vedi figura). In seguito all'addizione 1,4 il doppio legame diventa un legame singolo, e si forma un nuovo legame carbonio-carbonio:

Addizione 1,4 al 2-cicloesen-1-one con un cuprato di Gilman

### Sostituzione nucleofila
La sostituzione nucleofila è un'ulteriore importante reazione dei cuprati. In questa reazione, il cuprato trasferisce un radicale organico a un atomo di carbonio che ha un adatto gruppo uscente, e forma un legame C-C. Il gruppo uscente può essere ad esempio uno ione ioduro o bromuro. La reazione procede secondo il cosiddetto meccanismo SN2, nel quale l'attacco del carbonio nucleofilo e l'eliminazione del gruppo uscente avvengono contemporaneamente.
R2CuLi + Me-I → R-Me + LiI + RCu

### Reazione di accoppiamento
Il rame catalizza le reazioni di accoppiamento di alcune molecole organiche, e durante la reazione si formano composti organo-rame come prodotti intermedi. A seconda dei reagenti utilizzati e delle condizioni operative si distinguono diversi tipi di accoppiamento. Un accoppiamento importante è la reazione di accoppiamento di Sonogashira in cui dapprima un alchino terminale (cioè un alchino che ha un idrogeno su un carbonio con il triplo legame) reagisce con il sale di rame per formare un composto alchino-rame, che in seguito viene accoppiato con un idrocarburo alogenato tramite una catalisi con palladio.

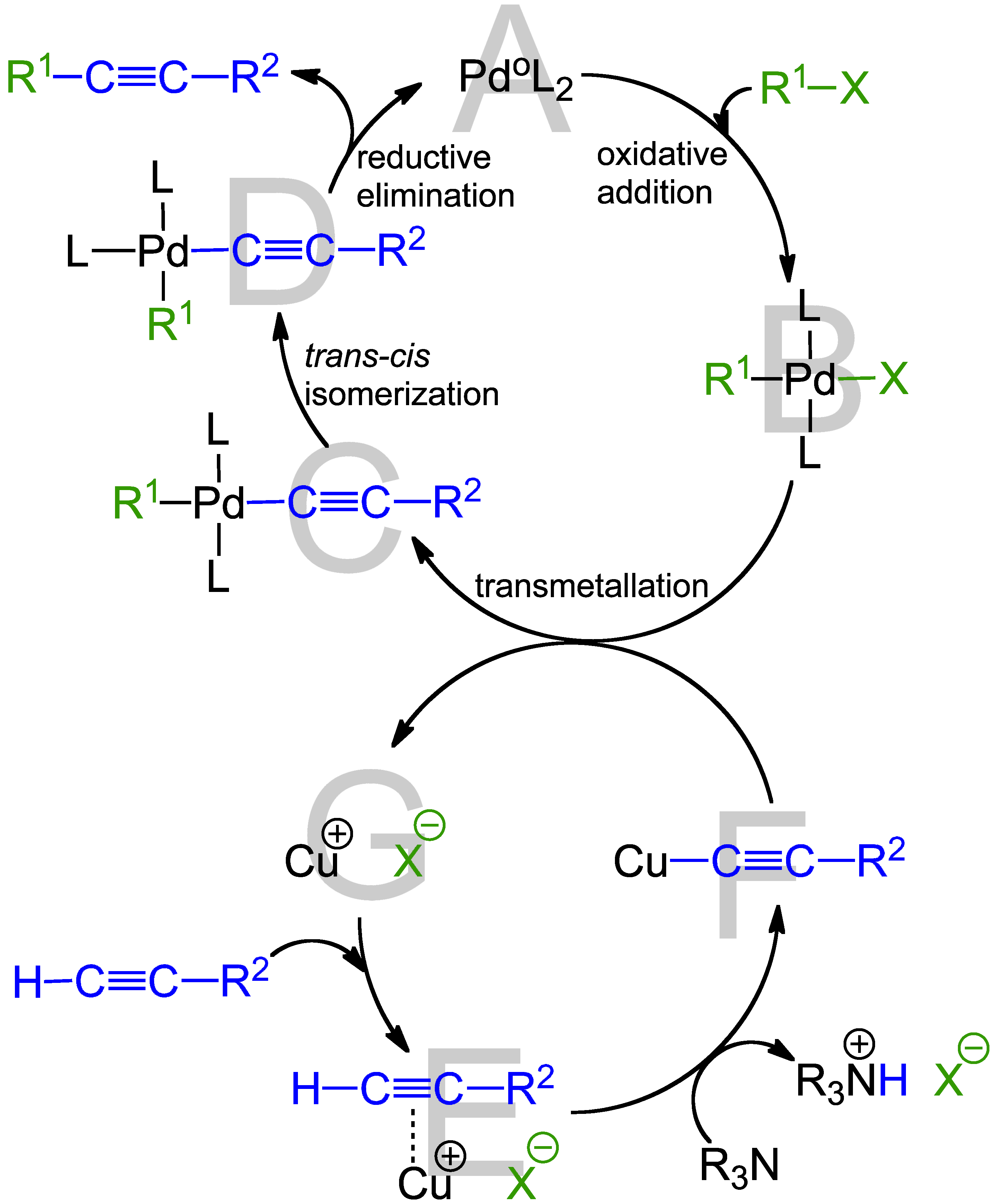
Ciclo catalitico per la reazione di accoppiamento di Sonogashira

In aggiunta a questo accoppiamento, che oltre al rame richiede anche un catalizzatore di palladio, ci sono anche alcune reazioni di accoppiamento che non utilizzano palladio. Queste sono principalmente l'accoppiamento di Ullmann e l'accoppiamento di Glaser. Nell'accoppiamento di Ullmann si sintetizzano composti biarilici simmetrici a temperatura elevata con l'ausilio di rame metallico. Nell'accoppiamento di Glaser vengono collegati assieme alchini terminali utilizzando alogenuri di rame e ossigeno.

Accoppiamento di Ullmann

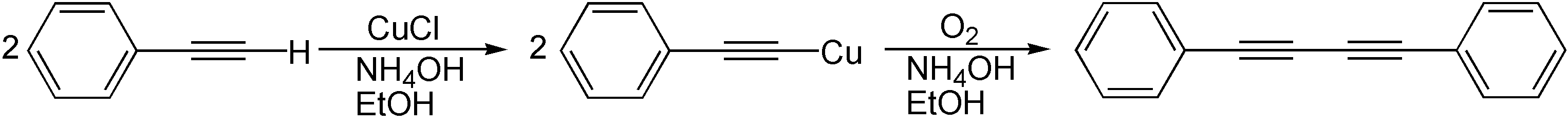
Accoppiamento di Glaser